# 蘭域市
蘭域市是澳大利亞東雪梨地區的一個地方政府。市內有雪梨地區最大的市立公園之一，「百年公園」（Centennial Park），並有高級的高爾夫俱樂部：澳大利亞高爾夫俱樂部與新南威爾斯高爾夫俱樂部。蘭域市內的重要地標尚包括新南威爾斯大學、蘭域馬場、古基海灘、馬魯巴海灘與植物灣國家公園；位於市內南部的植物灣內的植物港有工業區。
市內的主要商業中心位於蘭域區（市議會所在地）、金斯福德區（有眾多的華裔和印尼裔市民，亦有大量學生）、Maroubra Junction、Matraville；澳大利亞陸軍在蘭域有軍防；州立監獄座落於長灣。雪梨地區最主要的綜合醫院園區－威爾斯親王醫院則與新南威爾斯大學比鄰。La Perouse區內，位於植物灣前端的貝爾島上有一座碉堡；這座碉堡與賽馬場於2000年上映的《不可能的任務2》中曾於入鏡。La Perouse區有雪梨地區最大的原住民社區。

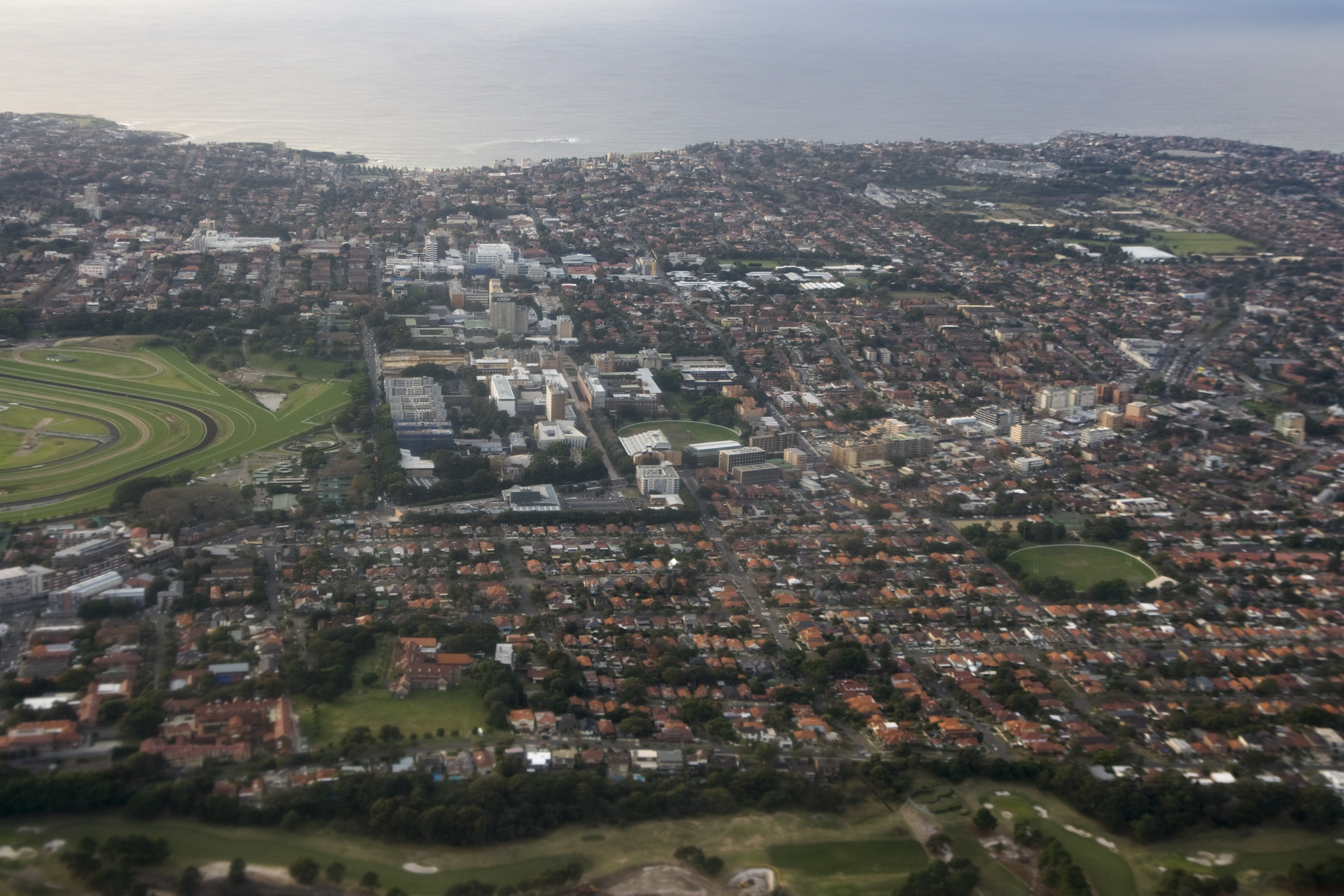
Randwickshire

现任市长为新南威尔州劳工党成员 Cr. Kathy Neilson，于2018年9月26日当选。

## 沿革
蘭域市於歐洲人來此探險以前是原住民族卡地哥部落（達魯閣語系）的生活地。爾後，由於歐洲人與卡地哥人有武力衝突、帶入傳染病和遷入，使原本生活於蘭域的當地人於19世紀中葉時匿跡了。
新南威爾斯大學的前身為「新南威爾斯科技大學」，1949年設立於肯辛頓馬場。

## 人文
根據澳大利亞統計局（页面存档备份，存于） 數據：2016年，蘭域市有居民140,660人，其中男性比例为49.2%，女性比例为50.8%。原住民和托雷斯海峡岛民占总人口的1.5％，低于州平均值（2.9%）及全国平均值（2.8％）。 市人口年龄中位数为34岁。 0-14岁儿童占总人口的14.9％，65岁及以上老人占总人口的13.4％。 在15岁及以上的人口中，结婚率为38.5％，离婚率为9.1％。

## 议会
蘭域市議會有议席15座，分由5個選區，各選出3位議員，市長非直選。